# Ølsted (Aarhus Kommune)
|  | For andre byer med samme navn; se Ølsted |
Ølsted er en lille landsby i Østjylland, beliggende i Aarhus Kommune. Den befinder sig i landlige omgivelser med byerne Trige og Lisbjerg som nærmeste naboer. Landsbyen består af en række ældre huse og adskillige gårde, men i de senere år er der kommet flere parcelhuse til. Ølsted rummer desuden Ølsted Kirke. Der er godt 11 kilometer til Aarhus.
Byen har fælles postdistrikt (8380) med – og indgår i et kulturfællesskab med – de to nabobyer, Trige og Spørring.
Måske har der ligget en herregård på stedet: "Johannes Pedersen af Ølsted" nævnes 1356, men en sådan gård er ikke omtalt andetsteds.